# Akropolis group
ЗАО «Akropolis group» (до 2010 года ЗАО «Akropolis grupė») — литовская группа компаний, владеющая торговыми центрами и осуществляющая деятельность в развитии проектов недвижимого имущества, строительстве и аренде торговых и развлекательных центров и бизнес-центров в Литве и Латвии. Владеет торговыми центрами «Akropolis» в литовских Вильнюсе, Клайпеде, Шяуляй и «Akropole» в латвийской Риге.

## История
26 апреля 2002 года в Вильнюсе был открыт первый торгово-развлекательный центр «Akropolis», после расширения в 2004 году до 110 000 м², ставший крупнейшим ТРЦ в странах Балтии. В данном центре начало функционировать 243 магазина, а в 2013 году его посетили 15 миллионов человек.
В 2005 году был открыт ТРЦ «Akropolis» в Клайпеде, площадью около 76 тыс. кв. метров. В настоящее время в нем насчитывается 244 магазина.
В 2007 году был открыт ТРЦ «Akropolis» в Каунасе, площадью около 81 тыс. кв. метров. В 2008 году ТРЦ был продан немецкой компании «Deka Immobilien GmbH».
В 2009 году был открыт ТРЦ «Akropolis» в Шяуляй. Площадь — 49 519 м².
В апреле 2019 года был открыт ТРЦ «Akropole» в Риге, площадью 97 000 кв. метров.

## Проекты
Существовали планы открытия ТРЦ в Болгарии и к 2021 году в Украине.
К 2023 году запланировано открытие второго ТРЦ компании в Вильнюсе — «Vilnius Akropolis Vingis».

## Галерея
- Akropolis в Клайпеде
- Akropolis в Шяуляй
- Akropolis в Вильнюсе (2022)
- Akropolis в Вильнюсе (2023)